# Ringwall Harenzhofen
Der Ringwall Harenzhofen liegt im Ortsteil Harenzhofen der Oberpfälzer Stadt Velburg im Landkreis Neumarkt in der Oberpfalz in Bayern. Die Ringwallanlage liegt am ostnordöstlichen Ortsrand und nordöstlich der Filialkirche St. Ägidius. Die Anlage ist im BayernAtlas unter der Aktennummer D-3-6735-0067 als archäologisches Bodendenkmal erfasst.

## Beschreibung
Dort, wo der Kapellenberg nach Süden abzufallen beginnt, zieht sich ein etwa 110 m langer Wall hin, der hangabwärts beidseitig einbiegt und sich zur Straße hin am Talboden verliert. Der Wall ist bis zu 0,6 m hoch und bis zu 6 m breit, ein Graben findet sich nicht. Im Bayernatlas wird der Ringwall als „Siedlung mit verebneter Wallanlage“ sowie vor- und frühgeschichtlicher Zeitstellung angesprochen. Etwas außerhalb von Harenzhofen liegt in nordöstlicher Richtung 450 m von der Ortsmitte entfernt eine Grabhügelgruppe, bei der hallstattzeitliche Funde gemacht wurden. Ob diese Gräber mit der Wallsiedlung in Beziehung standen, ist nicht bekannt.